# Milan Freudenreich
Milan Freudenreich (Beč, Austrija 1900. – Montreal, Kanada, 8. svibnja 1973.), hrvatski arhitekt i slikar.
Milan Freudenreich rođen je 1900. godine u Beču. Pripadao je glasovitoj zagrebačkoj kazališnoj obitelji Freudenreich. Otac Dragutin (1862. – 1937.) poznati je kazališni glumac, a djed Josip, jedan je od osnivača Hrvatskog kazališta. Milanov brat Aleksandar poznati je hrvatski arhitekt.
Prema podacima iz Spomen- izvještaja Državne srednje tehničke škole u Zagrebu iz 1932./3. 1919. godine apsolvirao je na zagrebačkoj Državnoj tehničkoj školi, odsjek arhitekture zajedno sa Stjepanom Katarinčekom, Dragutinom Octenjakom, Oktavijanom Stefanuttijem i Vladimirom Kirinom. Iz razdoblja školovanja, odnosno boravka u Zagrebu, ostale su sačuvane tek školska rada i to: Osnova seoske općinske zgrade ( 23. VI 1918. ), Osnova izložbenog paviljona (studeni 1918.), Osnova vile ( 14. VI 1919. ), Osnova trgovačke kuće ( u lipnju 1919.), koje je kao profesor ovjerio arhitekt Edo Šen, te crtež vrtnog paviljona bez datacije no s pečatom Otta Mundera, ovlaštenog graditelja i građevnog mjernika. 
Osim arhitekture, Milan Freudenreich u to se vrijeme bavio i karikaturom. Radovi su mu bili objavljivani u poznatom humorističkom časopisu „Koprive“.
Milan Freudenreich 1920. godine napušta Hrvatsku, a njegov životni put postaje nalik na život junaka iz pustolovnih romana. Poput pravog boema prvo sa Stefanuttijem i Octenjakom odlazi u Pariz gdje crta i slika, u vrijeme kada njegovim ulicama i kavanama prolaze rijeke bjelosvjetskih čudaka, anarhista, pisaca i umjetnika slaveći Bretonov manifest nadrealizma. U lipnju 1924. godine Milan Freudenreich boravi u Ateni, a na jesen iste godine odlazi preko Aleksandrije u Kairo, gdje će provesti veći dio života i postati jedan od najpoznatijih egipatskih arhitekata. 
Arhitekt Octenjak stalno se nastanjuje u Meksiku, gdje je uspješno projektirajući i gradeći stekao počasni naziv “Pionir Meksika”, dok će Steffanuti postati priznati projektant, graditelj i poduzetnik u Argentini.
"Kad promotrim događaje od ovo par zadnjih mjeseci, pa kad se sjetim kako sam živio u Parizu", slikovito će Milan u pismima bratu Aleksandru opisati svoje boemske dane, "onda vidim teškoga bečara, koji pije i lumpuje, danju spava, a noću troši pare. Pa tko zna, dokle bi to tako bilo išlo, da nije jednog lijepog dana naišao sudnji dan, i moj lola bude osuđen da ode ravno u pakao, gdje će cijelu vječnost da ispašta svoje grijehe. Taj pakao se momentalno nalazi u Ateni".
Kao što je rečeno iste godine Milan Freudenreich iz Atene, preko Aleksandrije dospijeva u Egipat i nastanjuje se u Kairu, gdje će provesti većinu života. Ondje će u početku u suradnji a kasnije i samostalno u vlastitom atelijeru projektirati i sudjelovati na čitavom nizu natječaja, gradeći stambene višekatnice, vile, hotele, crkve i mošeje. Veliko priznanje doživjet će kada mu se jedna njegova džamija našla kao likovni motiv na egipatskoj funti. Nakon Drugog svjetskog rata s obitelji seli u Kanadu u Montreal, gdje će u 74. godini života 8. svibnja 1973. okončati svoj životni put boema, arhitekta i slikara. 